# Klaus Johannis
Klaus Werner Johannis (román helyesírással Iohannis) (Nagyszeben, 1959. június 13. –) erdélyi szász politikus, 2000-től 2014-ig Nagyszeben polgármestere, 2002–2013 között a Romániai Német Demokrata Fórum (RNDF) vezetője, 2014-től 2025-ig az ország köztársasági elnöke.
2013-ban bejelentette, hogy lemond RNDF-elnöki tisztségéről, de tagja marad a szervezetnek, mert belépett a Nemzeti Liberális Pártba (Partidul Național Liberal), amelynek első alelnökévé nevezte ki őt Crin Antonescu, a párt elnöke. 2014. június 28-tól ő a párt elnöke. 2014-ben a Keresztény-Liberális Szövetség államfőjelöltje a romániai elnökválasztáson. Másodmagával be is jutott annak második fordulójába 30–40 százalékos arányban. Órákig döntetlen volt az eredmény közte, és a román miniszterelnök, Victor Ponta között, végül a választást november 16-án este, tüntetések közepette ő nyerte meg.

## Nevének írásmódja
Személyi okmányaiban neve Iohannis formában szerepel, annak ellenére, hogy a család a 16. század óta J-vel használja; születésekor azonban a nagyszebeni anyakönyvvezetője nem volt hajlandó az eredeti írásmóddal bejegyezni. A névváltoztatást kényelmi okok miatt később sem kezdeményezte, de magánlevelezésében J-vel írja családnevét.

## Életrajza
Johannis tanulmányai után gimnáziumi tanárként, tanfelügyelőként dolgozott. 1990-ben lépett be a Romániai Német Demokrata Fórumba (RNDF), amelynek nagyszebeni főpolgármester-jelöltje lett 2000-ben.
Nagy meglepetésre, annak ellenére, hogy Nagyszebenben a német kisebbség számaránya csak mintegy 2%, megválasztották Johannist, így a város főpolgármestere lett, Albert Dörr (hivatali ideje: 1940–1945) után először szászként.
A város önkormányzatában Johannis először a szociáldemokrata párttal (PSD, románul: Partidul Social Democrat) nagykoalícióban kényszerült kisebbségi kormányzásra. 2004-ben az újabb választásokon a voksok 88,7%-ával győzött.
Johannist egykori tanulmányai színhelyén, a kolozsvári egyetemen díszdoktorrá avatták.
Szülei és húga 1992 óta Würzburgban élnek.

### 2007 – Nagyszeben Európa kulturális fővárosa
Johannis igen jó kapcsolatokkal rendelkezik, mind a külföldi (főleg német) befektetőkkel, mind az EU köztisztviselőivel, így sikerült elérnie, hogy 2007-ben Nagyszeben Európa kulturális fővárosa legyen, Luxembourggal közösen.

### 2009 – miniszterelnök-jelölt
Mivel Johannis nem volt a nagy román pártok egyikének tagja, a román közvélemény szemében függetlennek tűnt. Az általa vezetett RNDF mindazonáltal eddig szorosan együttműködött a Nemzeti Liberális Párttal (PNL). Miután 2009. október 13-án a hivatalban levő miniszterelnök, Emil Boc ellen bizalmatlansági indítványt szavaztak meg, több romániai párt (PNL, RMDSZ, és más romániai kisebbségeket képviselő pártok) Johannist javasolták átmeneti utódjául. 2009. október 14-én Johannis hivatalosan is vállalta a jelölést. Október 15-én azonban Traian Băsescu elnök Lucian Croitoru közgazdászt nevezte meg új miniszterelnökként. A parlamenti többség ragaszkodott Johannishoz, ezért kérdéses volt, hogy Croitorut megválasztják-e. A Nemzeti Liberális Párt elnöke és jelöltje a 2009-es államelnök-választáson, Crin Antonescu szintén azt nyilatkozta, hogy megválasztása esetén Klaus Johannist kéri fel kormányalakításra.
A 2009-es választások eredménye szerint az ellenfél nyert, így Johannis nem lett miniszterelnök.

### 2013 – belépés a Nemzeti Liberális Pártba
2013. február 20-án Johannis csatlakozott a Nemzeti Liberális Párthoz (PNL), ennek következtében lemondott a Romániai Német Demokrata Fórum elnöki tisztségéről, de továbbra is tagja marad a szervezetnek. 2013. február 23-án a PNL rendkívüli kongresszusán a párt első alelnökévé választotta őt Crin Antonescu, a PNL elnöke.

### 2014 – belügyminiszter-jelölt, a Nemzeti Liberális Párt elnöke, a Keresztény-Liberális Szövetség államfőjelöltje
„Románok, ma este hősök voltatok! … Együtt visszavettük az országot!” mondta Klaus Johannis a 2014. november 16-i elnökválasztás estéjén, mikor már bebizonyosodott, hogy megnyerte azt.
A 2014. január 21-i erdélyi repülőbaleset után lemondott Radu Stroe belügyminiszter. Helyére a PNL Johannist akarta jelölni a posztra, de egyben azt is szerette volna a párt, ha Johannis a kormányfő helyettese is lett volna. Ez azonban nem volt lehetséges, hiszen a Ponta-kormány struktúrája szerint három helyettese van a kormányfőnek: a gazdasági és pénzügyi kérdésekért felelős pénzügyminiszter, a közigazgatási kérdésekért felelős fejlesztési miniszter, illetve egy tárca nélküli miniszter, akinek a hatáskörébe a védelmi és nemzetbiztonsági kérdések tartoznak. Ez a helyzet azonban koalíciós válsághoz vezetett, aminek következtében 2014. február 26-án kivált a román kormánykoalícióból a Nemzeti Liberális Párt, így Johannis végül nem lett belügyminiszter.
A 2014. május 25-i európai parlamenti választásokon a Nemzeti Liberális Párt a várt 20 helyett mindössze csak 15 százalékos eredményt ért el, ezért Johannis 2014. május 26-án lemondott a párt első alelnöki tisztségéről, de bejelentette, hogy indulni kíván a párt elnöki tisztségéért, miután Crin Antonescu, a párt elnöke lemondott a posztjáról. A 2014. június 28-i rendkívüli tisztújító kongresszusig Johannis vezette a pártot ideiglenes elnökként. 2014. június 28-án a PNL tisztújító kongresszusán óriási fölénnyel nyert, az 1500 küldött közül 1334-en szavaztak rá, 144-en pedig ellene, így Johannis lett a párt elnöke.

## Románia elnökeként
2014. augusztus 11-én a Nemzeti Liberális Párt és a Demokrata Liberális Párt összefogásával létrejött Keresztény-Liberális Szövetség bejelentette, hogy Johannist indítja jelöltként a 2014. évi romániai elnökválasztáson. A választást sokak nagy meglepetésére megnyerte, így a külföldön élő román állampolgárok szavazásának rossz megszervezése miatt elégedetlenkedő tízezres tüntetések örömünneppé alakultak át.
2014. december 2-án hivatalosan is lemondott Nagyszeben polgármesteri tisztségéről, hogy átvehesse elnöki hivatalát december végén. 2014. december 21-én tette le államfői esküjét.
2019-ben újabb mandátumot szerzett. 2024 decemberében, tízéves elnöksége végén az eddigi elnökök közül a legalacsony a népszerűsége.
2025. február 10-én szóban bejelentette lemondását, miután másnapra összehívták a parlament két házának együttes ülését azzal a céllal, hogy felfüggesszék tisztségéből. A lemondás hivatalos benyújtását február 12-ére ígérte.

## Magyarellenes kijelentései
Elnökként többször tett rejtett vagy nyílt magyarellenes kijelentéseket, amiért a Országos Diszkriminációellenes Tanács meg is bírságolta.
 2020-ban Nemzetközi Nagy Károly-díjat kapott a Székely Nemzeti Tanács tiltakozása ellenére.

## Magyarul megjelent művei
- Nagyszebentől az elnöki palotáig; ford. Lakatos Mihály; Cser, Bp., 2015